# Darby Allin
Darby Allin, pseudonimo di Samuel Ratsch (Seattle, 7 gennaio 1993), è un wrestler statunitense sotto contratto con la All Elite Wrestling.

## Biografia
Durante la sua adolescenza, Ratsch si dedicò all'atletica leggera, successivamente iniziò a giocare a football americano a causa di uno dei suoi nonni, ex giocatore di NFL. In seguito frequentò una scuola di cinema in Arizona, ma abbandonò gli studi per intraprendere la carriera nello skateboard. Dopo aver conosciuto Matt Schlager, Ratsch è apparso spesso con i suoi amici in alcuni video su Ridiculousness, fino a quando un video non fu pubblicato perché ritenuto troppo estremo per essere trasmesso. È apparso anche in un reality statunitense, Sex Sent Me To The Er, ammettendo più tardi in un'intervista che la storia che raccontò era stata inventata perché aveva bisogno di soldi. Per circa tre anni, Ratsch fu un senzatetto.

## Carriera

### Circuito indipendente (2014–2019)
Nel 2015 debuttó nella Blue Collar Wrestling adottando il nome Darby Graves, prima di cambiarlo in Darby Allin. Nel 2017 ha lottato anche per la Game Changer Wrestling.

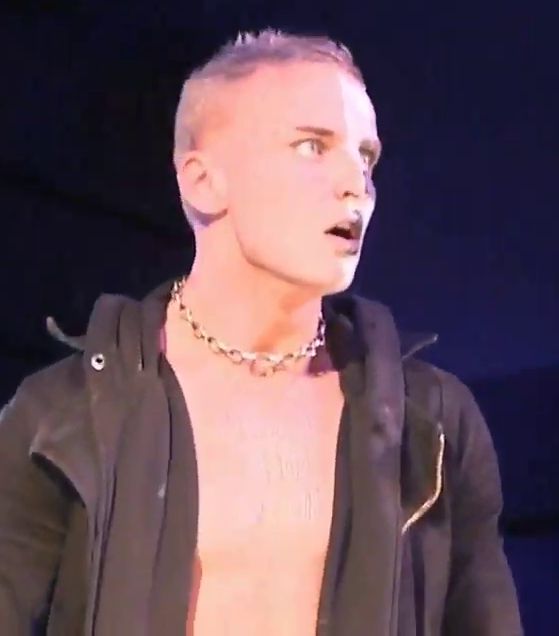
Allin a Evolve 100

Nel 2016, debuttò nella World Wrestling Network ad Evolve 59 venendo sconfitto da Ethan Page. Ad Evolve 74, viene sconfitto da Brian Cage. Nel 2017 debuttò in Style Battle dove perse un match contro Dave Crist. Nello stesso anno, debuttò in Full Impact Pro nell'evento Fip Everything Burns dove disputò due match, venendo prima sconfitto in un Fight For All Match, poi riuscì, nell'altro match, insieme a AR Fox, Dave Crist e Sami Callihan a sconfiggere Sammy Guevara, Dezmond Xavier, Jason Kincaid e Jason Cade. Ad Evolve 93 viene sconfitto da DJZ. Nel 2018, affrontó Zack Sabre Jr. in un match valido per l'Evolve Championship ad Evolve 98 ma perse l'occasione venendo sconfitto.
Il 3 giugno 2018, debuttò nella Lucha Libre AAA Worldwide nell'evento Verano De Escandalo venendo sconfitto in un Six-Way Match che includeva Drago, Aero Star, Sammy Guevara, Australian Suicide, Golden Magic, il match fu vinto da Aero Star.
Il 30 agosto 2018 venne annunciato per Evolve 113, dove Allin perse contro il wrestler di NXT, Velveteen Dream.
Sempre durante il 2018, ha lottato per la Progress Wrestling durante i loro tour. Debuttò per la federazione britannica nell'evento Chapter 66: Mardi Graps, dove perse un match contro Jeff Cobb. Il 14 marzo 2019, Allin venne annunciato come partecipante al Super Strong Style 16, dove fu sconfitto da Paul Robinson.
Disputò il suo ultimo match per la Evolve, a Evolve 125, dove venne sconfitto da Anthony Henry.

### All Elite Wrestling (2019–presente)
Il 12 aprile 2019, Darby Allin firmò con la All Elite Wrestling. Fece il suo debutto a Fyter Fest, lottando contro Cody. Il mese successivo, a Fight for the Fallen si unì a Joey Janela e Jimmy Havoc per un match contro Shawn Spears, MJF e Sammy Guevara. Persero il match e dopo la sconfitta, i tre si diedero la colpa a vicenda facendo scaturire una rissa nel backstage, ragione per cui fu organizzato un three Way match vinto da Havoc.
Il 16 ottobre 2019, ebbe l'opportunità di vincere per la prima volta l'AEW World Championship sfidando Chris Jericho durante la puntata di Dynamite, il match fu vinto da Jericho. Il 15 gennaio 2020 nell'evento Bash at the Beach, prese parte ad un torneo a quattro valido per il contendente numero uno per l'AEW World Championship, perse però al primo round contro Pac. Successivamente, iniziò una faida con Sammy Guevara, alleato di Chris Jericho, i due si affrontarono a Revolution, dove Allin ne uscì vincitore.  Ad aprile, prese parte ad un torneo per inaugurare il primo campione AEW TNT Championship, dove sconfisse Sammy Guevara al primo turno ma venne poi sconfitto da Cody in semifinale.
Il 23 maggio 2020, partecipò al primo casino ladder match a Double or Nothing, il match fu vinto da Brian Cage. Dopo un breve periodo di assenza, tornò a Fight For The Fallen e attaccò Brian Cage con uno skateboard. Il 29 luglio 2020, Allin fece coppia con l'AEW World Champion Jon Moxley, i due sconfissero Brian Cage e Ricky Starks in un tornado tag team match. La settimana dopo, Jon Moxley concesse un match per l'AEW World Championship a Darby Allin, ma il campione mantenne la cintura Il 5 settembre 2020, prese parte ad un casino battle royale insieme ad altri 20 partecipanti ad All Out, dove fu eliminato da Brian Cage.

#### TNT Champion e alleanza con Sting (2020–2024)
Il 6 novembre 2020 a Full Gear, ha battuto Cody, conquistando il TNT Championship.

## Vita privata
Il 21 novembre 2018, ha sposato la collega Priscilla Kelly. La coppia ha divorziato il 10 agosto 2020, pur rimanendo in buoni rapporti.

## Personaggio

### Mosse finali
- Coffin Drop[1] (Diving inverted senton)
- Last Supper[1] (Bridging standing figure-four leglock)

## Titoli e riconoscimenti
- All Elite Wrestling
  - AEW TNT Championship (2)[41][42]
  - AEW World Tag Team Championship (1) – con Sting[43]
- Northeast Wrestling
  - NEW Heavyweight Championship (1)[44][45]
- Pro Wrestling Illustrated
  - 55º tra i 500 migliori wrestler singoli nella PWI 500 (2020)[46]
- Style Battle
  - Style Battle 7 (2017)[47]